# لي ماكلولين
لي ماكلولين (بالإنجليزية: Lee McLaughlin)‏ هو لاعب كرة قدم أمريكية وضابط أمريكي، ولد في 28 فبراير 1917 في Brownsburg, Virginia ‏ في الولايات المتحدة، وتوفي في 13 أغسطس 1968.